# Jotus
Jotus is een geslacht van spinnen uit de familie springspinnen (Salticidae).

## Soorten
De volgende soorten zijn bij het geslacht ingedeeld:
- Jotus auripes L. Koch, 1881
- Jotus braccatus L. Koch, 1881
- Jotus debilis L. Koch, 1881
- Jotus frosti Peckham & Peckham, 1901
- Jotus insulanus Rainbow, 1920
- Jotus maculivertex Strand, 1911
- Jotus minutus L. Koch, 1881
- Jotus ravus (Urquhart, 1893)